# Мислішевиці
Мислішевиці (пол. Myśliszewice) — село в Польщі, у гміні Єдльня-Летнісько Радомського повіту Мазовецького воєводства.
Населення — 470 осіб (2011).

## Демографія
Демографічна структура станом на 31 березня 2011 року:
|          | Загалом | Допрацездатний вік | Працездатний вік | Постпрацездатний вік |
| -------- | ------- | ------------------ | ---------------- | -------------------- |
| Чоловіки | 240     | 56                 | 162              | 22                   |
| Жінки    | 230     | 56                 | 130              | 44                   |
| Разом    | 470     | 112                | 292              | 66                   |